# Vitória (triunfo)
O termo vitória (do latim: victoria) originalmente se aplicava à guerra, e denota o sucesso alcançado em combate pessoal, após operações militares em geral ou, por extensão, em qualquer competição. O sucesso em uma campanha militar constitui uma vitória estratégica, enquanto o sucesso em um engajamento militar é uma vitória tática.